# Test Drive 4
Test Drive 4 (с англ. — «Тест-драйв 4») — видеоигра серии Test Drive в жанре аркадных автогонок, разработанная компанией Pitbull Syndicate и изданная Accolade для игровой приставки PlayStation и персональных компьютеров под управлением Windows в 1997 году.
В игре представлены уличные гонки на нескольких трассах, за основу которых были взяты реально существующие города. На выбор игроку предоставлены 14 автомобилей известных производителей, а также несколько режимов соревнований в одиночном или же многопользовательском варианте.
После выхода Test Drive 4 получила смешанные, но в основном положительные отзывы от игровой прессы. Критики удостоили похвалы разнообразие автомобилей и трасс, но к недостаткам отнесли управление и музыку. В 1998 году было выпущено продолжение — Test Drive 5.

## Игровой процесс
Test Drive 4 представляет собой аркадную гоночную игру, выполненную в трёхмерной графике.
В игре есть несколько различных режимов, включая одиночную гонку, чемпионат и дрэг-рейсинг. В игре доступно 6 трасс: Кесвик, Сан-Франциско, Берн, Мюнхен, Киото и Вашингтон. Доступно 14 лицензированных автомобилей от известных мировых производителей, таких как Dodge, Chevrolet, Nissan и других, а также дополнительная не лицензированная машина Pitbull Special, представляющая собой модифицированный Rover Mini и открывающаяся после победы во всех гонках. Во время гонок может пуститься в погоню полиция, следящая за порядком на дороге; если машина полиции окажется впереди автомобиля гонщика, это ведёт к его плавной остановке, и после полной остановки игрок начинает движение с этого места. В версии для PlayStation присутствует многопользовательский режим для двух игроков с помощью соединения двух приставок специальным кабелем, а в версии для компьютеров также присутствует сетевая игра до шести игроков.

## Разработка и выход игры
Разработка Test Drive 4 велась студией Pitbull Syndicate, которая присоединилась к компании Accolade, являющейся издателем серии. По сравнению с предыдущими частями, в новой игре была изменена концепция: вместо гонок на живописных загородных трассах в Test Drive 4 соревнования проходят на улицах больших городов, сама же игра приобрела более акрадный стиль, но управление автомобилями сбалансировано между реализмом и доступностью, а подробное описание характеристик моделей в соответствии с их реальными аналогами сохранилось. Саундтрек в Test Drive 4 содержит композиции в жанре электронная музыка от групп Orbital и Younger, Younger 28’s. Игра также демонстрировалась на выставке E3 1997.
Выход игры состоялся 30 сентября 1997 года в США, 3 ноября 1997 года в Европе и 2 апреля 1997 года в Японии.

## Оценки и мнения
| Сводный рейтинг       | Сводный рейтинг         |
| Агрегатор             | Оценка                  |
| --------------------- | ----------------------- |
| GameRankings          | 71,32 % (PS) 69 % (PC)  |
| MobyRank              | 77/100 (PS) 69/100 (PC) |
| Иноязычные издания    |                         |
| Издание               | Оценка                  |
| AllGame               | [ 7 ]                   |
| Edge                  | 6/10                    |
| EGM                   | 6,12/10                 |
| GameRevolution        | B                       |
| GameSpot              | 5,5/10                  |
| IGN                   | 7/10                    |
| OPM                   | 3,5/5                   |
| Русскоязычные издания |                         |
| Издание               | Оценка                  |
| «Игромания»           | [ 11 ]                  |

Test Drive 4 получила разносторонние, но преимущественно положительные отзывы от критиков. На сайте GameRankings средняя оценка составляет 71,32 % в версии для PlayStation и 69 % в версии для ПК. На E3 аркада получила награду в номинации «лучшая гоночная игра 1997 года».
Обозреватель Джэз Ригналл из IGN оставил об игре в целом позитивный отзыв, оценив её в 7 баллов из 10 возможных. Критику понравилось разнообразие трасс и автомобилей; техно-музыка в игре была названа «скучной», однако звуковые эффекты, по мнению рецензента, спасают положение. Главным недостатком Ригналл отметил чувствительное и неточное управление, особенно при виде от первого лица, но в заключении Test Drive 4 была названа «хорошей, но не отличной» игрой.
Гленн Рубенштейн из сайта GameSpot поставил игре 5,5 баллов из 10. Несмотря на сохранение игровых особенностей предыдущих частей, красивую графику с «гладкой» анимацией и разнообразие автомобилей, критик был разочарован в управлении, проработанности трасс (но отметил весёлые гонки по улицам), а также вторичности геймплея, в сравнении с другими гоночными играми, а о саундтреке отозвался следующим образом: «Музыка также тусклая, не в состоянии вызвать какое-либо волнение».
Представитель из Game Revolution, в отличие от своих коллег положительно отозвался о сложном, реалистичном управлении, а также похвалил игру за приятную графику, «чистый» звук и весёлые трассы. По словам критика, «в Accolade возвысили жанр гоночных игр на новый уровень», были отмечены «не такая уж плохая музыка», разнообразие трасс и высокая сложность. Среди незначительных минусов в обзоре выделены некоторые узкие участки трасс и нереалистичные столкновения.
Скотт Алан Мариотт, критик из AllGame похвалил детализированную графику, количество режимов и стиль игры, однако также сказал, что музыка разочаровывает, а управление нуждается в некоторых улучшениях.